# Обмолот

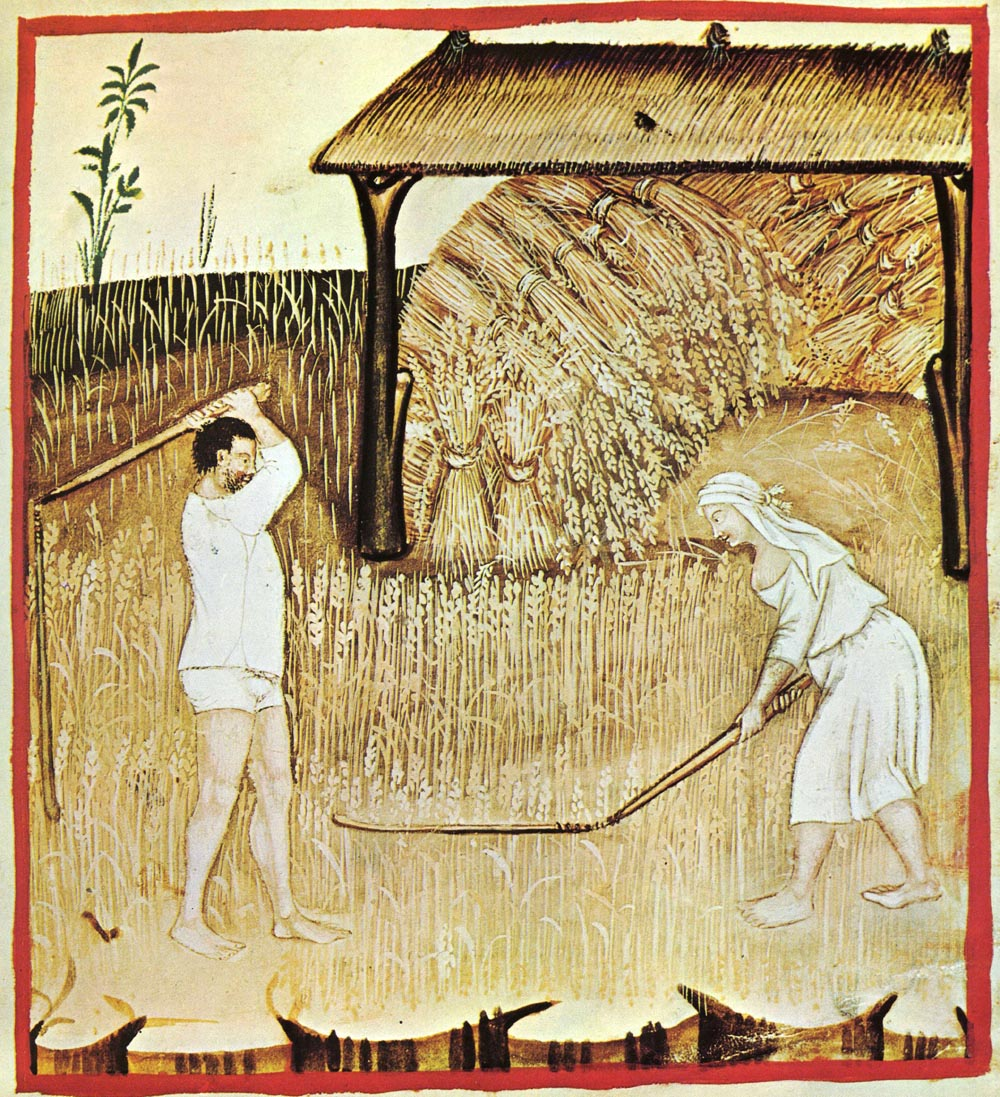
Молотьба ціпами зібраного врожаю.Tacuinum Sanitatis XIV століття

Молотьба́ або обмоло́т — одна з основних сільськогосподарських операцій. Відділення зерен від полови або насіння з колосків, качанів тощо.
Також слово «молотьба» вживається для позначення періоду робіт з молотіння зернових, а «обмолот» — щодо закінчення цього сезону, і намолоченого зерна.

## Історія
Молотіння зернових у Стародавньому світі часто проводили за допомогою свійських тварин: їх ганяли по майданчику, де було розкладено збіжжя. Потім зерно провіювали, щоб відділити його від колоскових лусок (полови) і соломи. Давній спосіб досі зберігається у деяких віддалених місцевостях. Окрім того, часто для обмолоту тваринами використовували щити з дощок — дикані.
Тривалий час обмолот проводили вручну на спеціальних майданчиках — токах, з використанням ціпів. Зжате збіжжя в снопах привозили на гумно і сушили на відкритому повітрі (на вішалах), або в спеціальному приміщенні — клуні (інша назва — стодола). Для цієї операції іноді обладнували особливу будову — снопосушарку (діалектна назва — «осить»), де необхідна для сушіння циркуляція нагрітого повітря забезпечувалася пічкою. Після просушування (в Україні у серпні-вересні) колосся розкладали на току, причому снопи могли як розв'язувати, так і не розв'язувати — в останньому разі це називалося «молотити в околот». Ударами бияка ціпа зерно вибивалося від жорстких лусок колоса. Після зерно провіювали (часто просто совком або лопатою, або за допомогою примітивних віялок) і відвозили до комор, де зсипали в спеціальні ящики — засіки. Відходи від обмолоту (солома, полова) йшли на корм худобі й називалися «токови́ми кормами». Полову зберігали в окремих засіках — поло́вниках (іноді половниками називали відділ у клуні або окрему споруду для полови). На корм худобі йшло й погано обмолочене зерно — відвійки.
Пізніше (у лісостеповій і степовій зонах України починаючи з XVII ст.) молотьбу стали механізувати — з'явилися молотильні котки (гармани) з кінною тягою. Відтак були винайдені і парові й електричні молотарки. Для провіювання зерна після обмолоту стали використовувати спеціальні машини — віялки (часто 1-2 віялки входили до конструкції молотарки).
На сучасних хлібозбиральних комбайнах операції обмолоту й провіювання здійснюються одразу після зрізання колосся за допомогою автоматизованих агрегатів. З полів до зерносховищ відвозять вже обмолочене зерно. У невеличких господарствах можуть використовувати й молотарки, і тільки зрідка — ціпи.

## У культурі
У східних слов'ян після закінчення молотьби готували курей або кашу. Урочистості справлялися з побажаннями ще більшого врожаю наступного року, щастя і здоров'я родині. В українському Поліссі по закінченні пори обмолоту господар брав оберемок обмолоченого колосся і приносив додому, де всі домашні молотили кулаками його на столі. Це грало роль ворожіння — за кількістю вибитих зерен визначали число кіп (одна копа дорівнювала 60 снопам) майбутнього врожаю.

### Мовні звороти
- Брати в обмолот — рішуче впливати на кого-небудь, змушувати до певних дій, учинків[2].